# Stephan Vavrik
Stephan Vavrik (* 1962) ist ein österreichischer Diplomat.

## Werdegang
Stephan Vavrik studierte Sozial- und Wirtschaftswissenschaften mit Spezialisierung auf das Bankenwesen an der Wirtschaftsuniversität Wien. Er schloss das Magister-Studium mit Auszeichnung ab. 1986 stieg er in den diplomatischen Dienst der Republik Österreich ein und sammelte im Junior Professional Officer Programm (JPO) diplomatische Erfahrungen beim UNDP in Maputo, Mosambik. 1987 und 1988 war er als Mitarbeiter der wirtschaftspolitischen Abteilung des österreichischen Außenministeriums in die Vorbereitungen für den EU-Beitritt Österreichs involviert. Von 1988 bis 1990 war Vavrik Kultur- und Presseattaché an der österreichischen Botschaft in Mexiko. Von 1990 bis 1994 war er stellvertretender Leiter der Österreichischen Botschaft in Nairobi und Ständigen Vertretung beim UNEP. 1994 und 1995 war der Diplomat Mitarbeiter des Kabinetts des Kabinetts des Generalsekretärs im Bundesministerium für europäische und internationale Angelegenheiten in Wien. 
Von 1995 bis 1997 war Stephan Vavrik stellvertretender Leiter des Österreichischen Kulturinstituts in Paris. 
Von 1997 bis 2001 war Vavrik Botschaftsrat an der Ständigen Vertretung Österreichs bei der Europäischen Union. Er war mit den Aufgabenbereichen Europäisches Parlament sowie Lateinamerika und Asien betraut. Von 2001 bis 2005 war er Direktor des Österreichischen Kulturinstituts in Paris. 2005 und 2006 war Vavrik ein zweites Mal Botschaftsrat an der Ständigen Vertretung Österreichs bei der Europäischen Union. Während des österreichischen Ratsvorsitzes war er Vorsitzender der Ratsarbeitsgruppe EZA. Von 2006 bis 2011 war er Gesandter und leitete die Abteilung für Koordinierung, Finanzierung und Evaluierung. Davon war er ein Jahr als stellvertretender Leiter der kulturpolitischen Sektion im Bundesministerium für europäische und internationale Angelegenheiten aktiv. Von 2001 bis 2014 war Vavrik im Rahmen des Europäischen Auswärtigen Dienstes stellvertretender Leiter der Delegation der Europäischen Union in Mexiko.
Von 2015 bis September 2020 war Vavrik als Botschafter Leiter der Abteilung für multilaterale Kulturpolitik im Bundesministerium für europäische und internationale Angelegenheiten.
Seit September 2020 ist Stephan Vavrik österreichischer Botschafter in Chile mit Sitz in Santiago de Chile.

## Privates
Stephan Vavrik ist mit Ursula Vavrik verheiratet.